# 中国驻喀麦隆大使馆
中华人民共和国驻喀麦隆共和国大使馆（法語：Ambassade de la République populaire de Chine en République du Cameroun），简称中国驻喀麦隆大使馆，是中华人民共和国驻喀麦隆的外交代表机构。驻喀麦隆大使馆曾兼辖对断交国乍得的相关事务。

## 机构设置
中国驻喀麦隆大使馆设置下列机构：
- 政治处
- 经商处
- 武官处
- 办公室